# 王司 (下関市)
王司（おうじ）とは、山口県下関市の王司地区（下関市役所支所設置条例で示された下関市役所王司支所の所管する区域）を指す地域名称
本項では同地域にかつて所在した豊浦郡豊東前村（とよひがしまえそん）、王司村（おうじそん）についても述べる。

## 地域概要
- 下関中心市街地から北東へ約12km、下関市の東方に位置する地域で、主として中心部である海側・宇部と内陸側・員光（かじみつ）からなる。
- 登録人口は7,443人。（2009年2月28日現在、下関市役所ホームページによる。）
- 地区面積は14.66km2。（2007年10月1日現在、下関市役所ホームページによる。）
- 東は周防灘に面し、北は神田川を挟んで清末地区と、南は長府地区と、西は勝山 （新下関）地区と隣接する。
- 農地がひろがる田園地帯であったが、国道491号（旧国道2号）沿線を中心に宅地化および商業開発が進展しつつあり、ゆめタウン長府付近の国道2号（小月バイパス）沿線にも商業施設がいくつか立地している。
- 域内には、国道2号（小月バイパス）、国道491号、主要地方道である県道33号が通る。県道33号は勝山・安岡方面への抜け道としてよく利用される。また域内にJR山陽本線が通るものの駅はなく、長府駅あるいは小月駅を利用することとなる。

## 地名由来と地域のあゆみ
- 王司という地名は、地区南西端にある四王司山（標高392m）にちなむ。四王司山は、神功皇后が三韓征伐の際に四天王を勧進したという伝説が残る山で、また、9世紀に清和天皇が長門・石見・出雲・伯耆・因幡の5国に1体ずつ毘沙門天像を配したとき、そのうち1体を安置した場所でもある。ただし、四王司山・山頂への主要な登山ルートは長府の松小田と勝山の勝山御殿跡からの2ルートである。
- 江戸時代には、海側で長府藩による塩田が営まれた。
- 町村制施行により豊浦郡豊東前村となり、後に王司村に改称されたが、1939年（昭和14年）に小月町などとともに（旧）下関市へ編入合併した。

### 自治体としての沿革
- 1889年（明治22年）4月1日 - 町村制の施行により、神田村、山田村、員光村、宇部村、才川村、松小田村が合併して豊浦郡豊東前村が発足。
- 1898年（明治31年）9月1日 - 豊東前村が改称して王司村となる。
- 1939年（昭和14年）5月17日 - 王司村が下関市に編入。同日王司村廃止。

## 主な施設・名所など
- 長門毘沙門天王堂 - 四王司山の山頂と山麓（員光）にあり、1月の両方で初寅祭がおこなわれる。
- 永富独嘯庵先生顕彰碑
- 乃木浜総合公園 - 芝生広場、野鳥観察所、サッカー場などがある。
- 宇部八幡宮
- 山口県立西部高等産業技術学校（職業能力開発校）
- 中国自動車道 王司PA